# Juanmi
Juan Miguel Jiménez López (Coín, 20 mei 1993) – alias Juanmi – is een Spaans voetballer die doorgaans als aanvaller speelt. Hij verruilde Real Sociedad in juli 2019 voor Real Betis. Juanmi debuteerde in 2015 in het Spaans voetbalelftal.

## Clubcarrière
Op 17 januari 2010 debuteerde Juanmi voor Málaga CF in de Primera División in een wedstrijd tegen Getafe CF. Op 12 september 2010 scoorde hij twee doelpunten in de met 5–0 gewonnen wedstrijd van Real Zaragoza. Daarmee werd hij de jongste speler in de geschiedenis van de Primera División die erin slaagde om twee doelpunten in één wedstrijd te scoren. Nadat Málaga in juli 2011 Ruud van Nistelrooy aantrok, daalden Juanmi's speelminuten drastisch. Op 11 december 2011 kwam hij voor het eerst weer in actie in de competitie.
Na vijf seizoenen in het eerste van Málaga tekende Juanmi in juni 2015 een contract tot medio 2019 bij Southampton, de nummer zeven in de Premier League het voorgaande seizoen. De Engelse club betaalde circa €7.000.000,- voor hem. Juanmi speelde in zijn enige jaar in Southampton twaalf competitiewedstrijden, allemaal als invaller.
Juanmi tekende in juni 2016 een contract tot medio 2021 bij Real Sociedad, de nummer negen van Spanje in het voorgaande seizoen. Dat nam hem voor een niet bekendgemaakt bedrag over van Southampton.

## Interlandcarrière
Juanmi speelde in diverse Spaanse jeugdselecties. Hij maakte zijn debuut in het Spaans voetbalelftal op 31 maart 2015 in een oefeninterland in en tegen Nederland (2–0 verlies). Na rust was hij de vervanger van de op dat moment 50-voudig international Pedro Rodríguez Ledesma (FC Barcelona). Naast Juanmi maakte ook Vitolo zijn debuut voor Spanje in dit duel.

## Erelijst
| Europees kampioen –19 | 2x | 2011, 2012 |

1 Silva ·
2 Bellerín ·
3 Llorente ·
4 Cardoso ·
5 Bartra ·
6 Natan ·
7 Juanmi ·
8 Roque ·
9 Ávila ·
10 Abde ·
11 Bakambu ·
12 Rodríguez ·
13 Adrián ·
14 Carvalho ·
15 Perraud ·
16 Altimira ·
18 Fornals ·
19 Losada ·
20 Lo Celso ·
21 Roca ·
22 Isco ·
23 Sabaly ·
24 Ruibal ·
25 Vieites ·
38 Diao ·
Coach: Pellegrini